# Rödkronad kungsfågel
Rödkronad kungsfågel (Corthylio calendula) är en mycket liten nordamerikansk tätting inom familjen kungsfåglar.

## Utseende och läte
Adulta individer är olivgrå på ovansidan med ljus undersida. Den har en tunn svart näbb, kort stjärt, vita vingband och en uppbruten, tvådelad vit ring runt ögat. Adulta hanar har en röd fläck på hjässan som oftast bara är synlig när den är upphetsad. När man inte ser den röda fläcken, påminner den om en juvenil kungsfågel, men särskiljs bland annat på dubbla ljusa vingband och den ljusa, tvådelade ringen runt ögat. 
Dess sång är melodisk och ganska högljudd, men dess vanligaste läte, speciellt under vintern är ett gärdsmygslikt "jdit", som ofta upprepas i tät följd.

## Utbredning och systematik
Rödkronad kungsfågel häckar i Kanada, Alaska, norra New England och västra USA. Den delas in upp tre underarter med följande utbredning:
- Corthylio calendula grinnelli – häckar i kustnära Alaska och British Columbia. Vintertid flyttar den så långt söderut som till södra Kalifornien
- Corthylio calendula calendula – häckar i norra och östra Kanada till nordöstra USA. Flyttar vintertid så långt söderut som till Guatemala, Kuba och Bahamas
- Corthylio calendula obscurus – häckade tidigare på Guadalupeön utanför västra Mexiko, men är numera utdöd

De som flyttar har sina vinterkvarter i södra USA, Centralamerika och Västindien. Vissa västliga populationer är stannfåglar. Den är en mycket sällsynt gäst i Europa, med två fynd från Island och ett vardera från Irland, Skottland och Azorerna.

### Släktskap
Rödkronad kungsfågel placeras traditionellt bland de andra kungsfåglarna i släktet Regulus. Den är dock mest avvikande arten i familjen, både morfologiskt och genetiskt. Sedan 2021 lyfter både tongivande Clements et al och IOC ut den i ett eget släkte, Corthylio.

## Ekologi
Rödkronad kungsfågel häckar i barrträdsskogar. Den bygger ett hängande bo, likt pungmesen, vilket är väl dolt i ett barrträd. Den lägger vanligtvis mellan sju och nio ägg men upp till tolv ägg har observerats. Honan ruvar i cirka tolv dygn och ungarna tas sedan om hand av båda föräldrar. Den födosöker aktivt i träd och buskar och lever mest av små insekter och spindlar men även bär och sav från träd.

## Status och hot
Populationsundersökningar visar att arten ökar i antal. Detta beror främst på att populationen har spritt sig till avlägset belägna områden längre norrut där de inte blir störda under häckningstid vilket ökat deras häckningsframgång. Internationella naturvårdsunionen IUCN kategoriserar arten som livskraftig (LC).